# 개들의 전쟁
"개들의 전쟁"은 2012년에 개봉한 대한민국의 영화이다.

## 줄거리
어깨에 힘주고 다니며 한적한 시골 마을을 주름잡는 상근 패거리. 이들에겐 세상 전부 인 동네를 차지했던 시절도 잠시,
세일의 갑작스런 귀환으로 2년 전 복종의 시절은 현실로 다가온다. 얻어맞던 과거로는 죽어도 돌아가고 싶지 않지만 세일
이 두려운 상근 패거리는 짖을 순 있어도 물기 쉽지 않았던 개들은 자존심과 의리를 지키기 위해 선택한 마지막 전쟁에서 세일에게 도전한다.

## 캐스팅
- 김무열 - 한상근 역 - 본작의 메인 주인공. 동네 조폭두목.
- 진선규 - 충모 역 - 본작의 서브 주인공. 조폭 두목인 상근의 친구로 조폭 부두목.
- 서동갑 - 박세일 역 - 본작의 메인 빌런이자 최종 보스. 한때 상근 패거리를 부하로 두었던 조폭 두목.
- 김현정 - 용미 역 - 다방 종업원.
- 조민호 - 익수 역
- 탁트인 - 기화 역
- 김대명 - 두창 역
- 고한민 - 종복 역 - 막내 1.
- 김광섭 - 재필 역 - 막내 2.
- 김용운 - 광조 역 - 세일이 데려온 부하 조폭.
- 전제혁 - 치킨 역 - 동네의 치킨집 사장.
- 박진아 - 수정 역
- 유병선 - 만수 역
- 이새로미 - 카페 여주인 역
- 김현기 - 다방 손님 2 역
- 전진태

## 수상
- 2012년 13회 전주국제영화제 초청 한국영화쇼케이스 조병옥
- 2013년 8회 파리한국영화제 초청 페이샤쥬 조병옥
- 2014년 34회 황금촬영상 수상 촬영상-신인상 김병정